# Castratella piloselloides
Castratella piloselloides är en tvåhjärtbladig växtart som först beskrevs av Aimé Bonpland, och fick sitt nu gällande namn av Charles Victor Naudin. Castratella piloselloides ingår i släktet Castratella och familjen Melastomataceae. Inga underarter finns listade i Catalogue of Life.